# Bitwa pod Daszowem
Bitwa pod Daszowem – pierwsze znaczne starcie lokalnego powstania podolskiego, będącego częścią powstania listopadowego.
Komendę nad powstańcami podolskimi objął gen. Benedykt Kołyszko, który wówczas miał już ponad 80 lat. Mimo zaawansowanego wieku i braku obycia z nowinkami wojskowymi, swoich podkomendnych prowadził odważnie. 14 maja pod Daszowem gen. Loggin Roth zadał mu jednak klęskę, skutkiem której powstańcy porzucili nadzieje na zebranie silnego korpusu i dalej już realizowali koncepcję walk partyzanckich.

## Opis bitwy
Siły Kołyszki były dosyć liczne, ale źle zorganizowane i dowodzone. Powstańcy przemieszczali się w mocno rozciągniętej i nieuporządkowanej kolumnie, której nie nadzorowała żadna policja marszowa. Około godziny szesnastej przednie straże wojsk polskich pod dowództwem Wacława Seweryna Rzewuskiego starły się w pobliżu Gródka ze szpicą nieprzyjacielską i zostały przez nią rozbite. Udany kontratak Pobiedzińskiego skutkował rozbiciem po kolei dwóch szwadronów jazdy rosyjskiej. Kiedy z długiego taboru polskiego wysypały się kolejne szwadrony kawalerii, odpowiednio: Aleksandra Sobańskiego, kapitana Podhorskiego i Skurata, rozochocony Pobiedziński znów uderzył na nieprzyjaciela i rozbił kolejne jego awangardy, ale w trakcie pogoni za uciekającymi zginął w lesie zakłuty lancami, co wprowadziło popłoch wśród Polaków i było przyczyną rozpoczęcia odwrotu. 
Tymczasem na równinie major Józef Orlikowski uszykował dwa kolejne szwadrony i wystąpił przeciw kolumnie rosyjskiej, rozbił ją i dopadł do jej artylerii, gdzie zorientowawszy się, że nie może liczyć na natychmiastowe wsparcie głównych sił, nakazał odwrót. Powodowała nim tylko chęć uniknięcia zbędnych strat przed głównym starciem, ale przyczyny tej decyzji zostały źle zrozumiane przez niedoświadczonych podkomendnych, tym bardziej, że dostrzeżono odwrót podkomendnych zabitego Pobiedzińskiego. Odwrót zamienił się w bezładną ucieczkę. 
W międzyczasie główne siły gen. Kołyszko szykował tak, by czołem kolumny uderzyć na tył nieprzyjaciela, a centrum miało wstąpić w bój z prawym skrzydłem wroga. Na ustawiających się wpadli jednak wyżej wspomniani uchodzący z pola. Popsuło to szyki Polaków, którzy zbili się w bezładną masę, uchodzącą w stronę Daszowa. W ten sposób linie polskie załamały się pod ciężarem własnych towarzyszy. 
Nieprzyjaciel postępował za Polakami. Nieliczne kontrataki nie mogły odwrócić obrazu sytuacji. Do niewyjaśnionych okoliczności śmierci Rzewuskiego nawiązał Juliusz Słowacki w Dumie o Wacławie Rzewuskim.

## Literatura
- Kronika powstań polskich 1794–1944, Wydawnictwo Kronika, Warszawa, ISBN 83-86079-02-9, s. 117.
- E. Callier, Bitwy i potyczki stoczone przez wojsko polskie w roku 1831, Drukarnia Dziennika Poznańskiego, Poznań 1887, ss. 119–122 (tekst w bibliotece Polona).